# Willie Carlin
Willie Carlin (Liverpool, Inglaterra; 6 de octubre de 1940-10 de junio de 2024) fue un futbolista inglés que jugó en la posición de centrocampista.

## Equipos
| Periodo   | Club                | Apariciones | Goles |
| --------- | ------------------- | ----------- | ----- |
| 1958–1962 | Liverpool FC        | 1           | 0     |
| 1962–1964 | Halifax Town AFC    | 95          | 32    |
| 1964–1967 | Carlisle United FC  | 93          | 21    |
| 1967-1968 | Sheffield United FC | 36          | 3     |
| 1968-1970 | Derby County FC     | 89          | 14    |
| 1970-1971 | Leicester City FC   | 31          | 1     |
| 1971-1973 | Notts County FC     | 60          | 2     |
| 1973–1974 | Cardiff City FC     | 22          | 1     |

## Tras el retiro
Luego de retirarse como futbolista, Carlin abrió un bar en Mallorca, España. Se fue a vivir en el área de Allestree en Derbyshire. En abril de 2011 la casa de Carlin fue atacada por ladrones que usaron una espada y robaron la medalla del campeonato de 1968-69 con el Derby County y el brazalete dorado conmemorativo que recibió cada jugador.

## Logros
- Football League Second Division: 1968–69[4]
- Football League Third Division: 1964–65[6]